# Handicapism
Handicapism ist ein Begriff der soziologischen Fachsprache, der eine Theorie und eine Reihe von Praktiken bezeichnet, die ungleiche und ungerechte Behandlung, Diskriminierung und Unterdrückung von Menschen mit Behinderung fördern. Dabei werden Menschen nach der Art der anscheinenden, oft nur angenommenen körperlichen oder geistigen Behinderung kategorisiert und auf dieser Basis jedem (scheinbaren) Angehörigen der jeweiligen Gruppe gewisse angeblich allen Gruppenangehörigen gemeinsame Fähigkeiten, Fertigkeiten, oder Charaktereigenschaften zu- oder abgesprochen. Diese Stereotype dienen wiederum als Rechtfertigung für Handicapism-Praktiken und haben Einfluss auf die Einstellung und das Verhalten gegenüber den Menschen der jeweiligen Gruppe. Das Konzept ist mit dem des Rassismus, der Homophobie oder dem Sexismus vergleichbar.
Die Etikettierung hat auch Auswirkungen auf die Person in der jeweiligen Kategorie. Ihre Handlungsmöglichkeiten werden beschränkt, ebenso die Entwicklung einer positiv bewerteten Identität.

## Erscheinungsformen
Der „Council On Developmental Disabilities (Rat für Entwicklungsbehinderungen)“ der Regierung des US-Staats Minnesota definiert den Begriff „Handicapism“ und beschreibt Erscheinungsformen dieser Art der Diskriminierung:
Eigenschaften
Handicapisten unterstellen der genannten Quelle zufolge, Menschen mit Behinderungen seien
- abhängig (ewiges Kind),
- bloße Konsumenten, nicht aber produktiv (das Wort „handicap“ verweist angeblich auf einen behinderten Menschen, der mit der Mütze in der Hand bettelt),
- mängelbehaftete, defizitäre, funktionsgestörte und dadurch minderwertige Wesen,
- vor allem mit Blick auf den Arbeitsmarkt weniger leistungsfähig, leistungsunfähig oder Arbeitskraft minderer Güte,
- leidgeplagt und bedauernswert und
- zögen das Zusammensein mit ihresgleichen vor („Sie fühlen sich sicherer, wo sie nicht mit normalen Menschen konkurrieren.“) und
- hätten bestimmte Eigenschaften wie ein gutes Gedächtnis; angeblich können auch blinde Menschen besser hören als Normalsichtige.

Verhaltensweisen
- Menschen mit Behinderung wahrten eine relativ große Distanz zu anderen und neigten zur Meidung von Kontakten.
- Andere sprächen für sie und über sie, als ob sie nicht anwesend wären.
- Bei der Kommunikation werde der Vorname statt „Herr oder Frau x“ benutzt.
- Menschen mit Behinderungen würden für Leistungen, die ihnen leichtfielen, gelobt, als ob sie noch – wie Kinder – auf ein derartiges Lob angewiesen wären; ihre Leistung werde wegen der Behinderung als außergewöhnlich, quasi unglaublich bezeichnet.[4]
- Einer Frau, die viel lächele, werde gesagt: „Es ist so gut, dass Sie noch lächeln können. Weiß der Himmel, Sie haben eigentlich keinen Anlass zur Freude.“

Obwohl „Opfer“ des Handicapism tatsächlich von Menschen und gesellschaftlichen Strukturen behindert werden, sei es nicht unbedingt hilfreich, sie als „behindert“ zu etikettieren. Denn erfülle eine Person das mit der Etikettierung verbundene Klischee, dann sei sie eine arme, traurige Person mit einem Herz aus Gold. Man erwarte Dankbarkeit und ein Bedürfnis danach, Objekt von Mitleid und Nächstenliebe zu werden. Wenn ein Ausbrechen aus dem Stereotyp gelinge, gelte ein Mensch mit Behinderung als ungewöhnlich, ein seltener Fall, erstaunlich.
Gesellschaft
- Menschen mit Behinderung begegneten regelmäßig Barrieren: Zum Beispiel seien öffentlichen Verkehrsmittel oft schwer zugänglich, ebenso wie Gebäude, in die sich Menschen mit Behinderung begeben müssten.
- Massenmedien

Die Bewertung von Menschen als „hässlich“ oder „schön“ folge den Normen kultuspezifischer Ästhetiken. „Fremde“ würden dabei eher als „hässlich“ empfunden als Menschen mit einer ähnlichen Physiognomie, wie sie der Beurteilende besitze. Das Aussehen diene auch als Hinweis auf den „guten“ oder „bösen“ Charakter eines Menschen. „Hässlichen“ Menschen werde eine Bereitschaft zur Gewalt unterstellt, und sie lösten Angst aus, ein beliebtes Thema von Horrorfilmen.
Menschen mit Behinderung gälten oft als hilflos; sie würden als Objekte der Wohltätigkeit, des Mitleids, Behinderung dargestellt, als Menschen, deren Physiognomie helfe, höhere Spendeneinnahmen zu erzeugen.
- Die Regierung von Minnesota behauptet, dass auf Wohltätigkeitsveranstaltungen suggeriert werde, es gehe darum, die Diskriminierung von Menschen mit Behinderung zu beseitigen; zugleich würden dort aber entwürdigende Bilder benutzt (bereits im 17. und 18. Jahrhundert z. B. hätten die Bürger gegen Eintritt Arbeits-, Zucht- oder Irrenhäuser besuchen können, um „die tobenden Irren“ zu begaffen, welche dort in Käfigen angekettet gewesen seien).
- Institutionalisierung

Handicapisten meinten, dass Menschen, von denen sie annehmen, dass sie weniger könnten als andere, deshalb (und aufgrund ihrer Verfassung im Allgemeinen) angeblich leiden und denen darum geholfen werden müsse (durch Investierung in Zeit, Aufmerksamkeit, pädagogische Anstrengung, Pflege, finanzielle Unterstützung usw.). Sie würden als leistungsunfähig und nutzlos gesehen, und man erwarte, dass sie sich geduldig und dankbar verhalten. Ihnen werde nicht zugestanden, Ansprüche oder Kritik zu formulieren.

Handicapism setze Inkompetenz nicht nur voraus, sondern bringe sie oft erst hervor. Durch Verweigerung menschenwürdiger Arbeit entsteht bei angeblich „Inkompetenten“ Abhängigkeit. Die zugeschriebene Leistungsunfähigkeit der Empfänger bestätige sich somit kreislaufartig selbst.

Jedem Menschen würden in der Gesellschaft mehrere Rollen zugeschrieben. Handicapism bewirke, dass übliche Erwartungen an weitere Rollen des Betroffenen überlagert werden, wie z. B. seine / ihre Geschlechtsrolle, sodass Menschen mit Handicap oft als geschlechtslose Wesen wahrgenommen würden.